# 萊克艾達鎮區 (明尼蘇達州諾曼縣)
萊克艾達鎮區（英語：Lake Ida Township）是位於美國明尼蘇達州諾曼縣的一個行政鎮區。

## 歷史
萊克艾達鎮區於1879年成立，得名自一早期定居者的女兒艾達·保爾森（Ida Paulson）。

## 地方資料
萊克艾達鎮區的面積為83.69平方千米，當中陸地面積為83.10平方千米，而水域面積為0.59平方千米。根據2020年美國人口普查的數據，當地共有人口137人，而人口密度為每平方千米1.64人。